# Silent Hill (spil)
 For alternative betydninger, se Silent Hill. (Se også artikler, som begynder med Silent Hill)
Silent Hill er den første udgivelse i spilserien af samme navn. Spillet er skabt af Keiichiro Toyama og blev udgivet tilbage i 1999, og er kun blevet udgivet til PlayStation. Spillets genre kaldes survival horror, og betegner altså et horrorspil, hvor nedslagtning af monstre og gådeløsning plejer at være en fast bestanddel.

## Plot
Harry Mason er sammen med sin datter Cheryl på vej til byen Silent Hill. Pludselig ser han en mystisk skikkelse på vejen og kører derefter galt. Da han vågner er Cheryl forsvundet. Han må nu prøve at overleve rædslerne i Silent Hill efter jagten på sin lille datter.

## Personer
- Harold 'Harry' Mason er hovedpersonen i spillet. Hans kone døde af en sygdom, så Harry er alene med Cheryl.
- Cheryl Mason er Harrys datter. Hun er 7 år og har kort sort hår.
- Cybil Bennett er en politibetjent som Harry møder i Silent Hill.
- Dahlia Gillespie er mystisk kvinde, som leder Harry på rette vej.
- Michael Kaufmann er direktør på Alchemilla General, hospitalet i Silent Hill.
- Lisa Garland er sygeplejerske på Alchemilla General.
- Alessa er en ung mystisk pige.